# Jochen Noch
Jochen Noch (* 21. Januar 1956 in Leipzig) ist ein deutscher Schauspieler und war von 2007 bis 2024 Direktor der Otto-Falckenberg-Schule in München.

## Leben und Wirken
Nach seiner Ausbildung zum Postfacharbeiter besuchte Jochen Noch von 1979 bis 1983 die Theaterhochschule „Hans Otto“ in Leipzig. Von 1983 bis 1988 war er am Neuen Theater in Halle (Saale) engagiert. Anschließend gehörte er von 1988 bis 2001 dem Ensemble des Schauspiels Leipzig an. Dort spielte er u. a. in Inszenierungen von Wolfgang Engel, Karin Henkel, Konstanze Lauterbach, Heiner Müller, Peter Sodann und Michael Thalheimer.
Bereits 1983 engagierte er sich neben seiner schauspielerischen Tätigkeit für die Schauspielausbildung. In seiner Zeit am Schauspiel Leipzig war er Dozent für Schauspiel an der Hochschule für Musik und Theater Leipzig und seit 2002 Lehrkraft im Fach Rollenstudium an der Otto-Falckenberg-Schule in München.
Seit 2001 ist er Ensemblemitglied der Münchner Kammerspiele und leitete zudem von 2007 bis 2024 die Otto-Falckenberg-Schule in München.
Jochen Noch hat eine Tochter und zwei Söhne.

## Theaterstücke (Auswahl)
Schauspiel Leipzig
- 1989 – Der Diener zweier Herren von Carlo Goldoni (Truffaldino)
- 1995 – Die Stunde, da wir nichts voneinander wußten von Peter Handke (Regie: Wolfgang Engel)
- 1997 – The Rocky Horror Show von Richard O’Brien (Frank-N-Furter, Regie: Johanna Schall)[5]
- 1998 – Die Räuber von Friedrich Schiller (Franz, Regie: Konstanze Lauterbach)[6]
- 1998 – Die Frau vom Meer von Henrik Ibsen (Kurarzt Wangel, Regie: Johanna Schall)[7]
- 1999 – Faust von Johann Wolfgang von Goethe (Mephisto, Regie: Wolfgang Engel)
- 1999 – Pelléas et Mélisande von Maurice Maeterlinck (Golaud, Regie: Konstanze Lauterbach)[8]
- 2000 – Lulu von Frank Wedekind (Dr. Schöning, Regie: Konstanze Lauterbach)[9]

Münchner Kammerspiele
- 2001 – Alkestis von Euripides (Schwager, Regie: Jossi Wieler)[10]
- 2002 – Die Reise von Klaus und Edith durch den Schacht zum Mittelpunkt der Erde von Lukas Bärfuss (Klaus, Regie: Stephan Rottkamp)
- 2003 – Miss Sara Sampson von Gotthold Ephraim Lessing (Waitwell, Regie: Stephan Rottkamp)
- 2005 – Der Mann mit den traurigen Augen von Klaus Händl (Gunter aus Bleibach, Regie: Boris von Poser)
- 2006 – Männer (Liederabend von Franz Wittenbrink)
- 2010 – Endstation Sehnsucht von Tennessee Williams (Mitch, Regie: Sebastian Nübling)[11]
- 2010 – Die Hermannsschlacht von Heinrich von Kleist (Wolf, Regie: Armin Petras)[12]
- 2011 – Alpsegen von Feridun Zaimoglu, Günter Senkel (Curd, Regie: Sebastian Nübling, Uraufführung)[13]

## Filmografie (Auswahl)
- 1985 – Junge Leute in der Stadt (Langlotz, Regie: Karl Heinz Lotz)
- 2007 – Der fremde Freund, SOKO 5113 (Wilfried Schultze, Regie: Marcus Ulbricht)